# Кент Массі
Кент Массі (англ. Kent Massey, 1952) — американський яхтсмен.
Бронзовий призер Олімпійських Ігор 1996 року в класі Солінґ.